# 比特利斯省
比特利斯省（土耳其語：Bitlis ili）是位于土耳其东部的一个省，含水域面積8,413km²，陆地面积6,707km²，首府比特利斯。它的名字来源于奉马其顿王国亚历山大大帝的命令在此地建立城堡的“Bedlis”。比特利斯的历史可以追溯到公元前2000年。